# Miskolci Szimfonikus Zenekar
A Miskolci Szimfonikus Zenekar Miskolc 1963-ban alakult hivatásos szimfonikus zenekara, amely 2012-től nonprofit kft.-ként működik. A zenekar 1963-ban jött létre és Miskolc város zenekaraként, fellépéseiket tekintve nemzetközi szinten is jelentős hangversenykörütakat tudtak megtenni.

## Története
A Szimfonikus Zenekar hivatalosan 1963-ban jött létre, de joggal tekintheti elődjének a városban korábban működő zenekarokat: az 1886-ban alakult  műkedvelő zenekart, az 1911-ben alakult Miskolc-Diósgyőr Vasgyári Kamarazene Egyesületet, a Diósgyőr-Vasgyári Zenekart, az 1945-ben létrejött Miskolci Filharmonikus Zenekart és a Liszt Ferenc Filharmonikus Zenekart. Ez utóbbi 1951-től 1961-ig működött, és megszűnése után, gyakorlatilag ennek utódjaként alakult 1963. november 1-jén a Miskolci Szimfonikus Zenekar, amelynek első karmestere Mura Péter volt (akinek a segédkarmestere 1974-től néhány évig Antal Mátyás volt). Az új szimfonikus zenekar gyors fejlődésnek indult, az eredmények elismeréseként a karmester 1970-ben SZOT-díjat kapott. Mura Péter 1984-ig vezette a zenekart, működése révén az együttes lassan „nagykorú” lett, szép sikerrel koncertezett.
A zenekar 1984-től Kovács László érdemes művész, Liszt Ferenc-díjas, Bartók–Pásztory-díjas karnagy, művészeti vezető és zeneigazgató vezetésével működött. Irányításával – és az alapítás óta első koncertmester Gál Károly hegedűművész közreműködésével – előadásmódjuk, játékkultúrájuk és hangzásviláguk a vidéki zenekarok egyik legjobbjává emelte őket. A zenekar és a miskolci zenei élet érdekében játszott szerepéért Miskolc városa Kovács Lászlónak 1996-ban Pro Urbe-díjat, 2003-ban pedig Miskolci Múzsa díjat adományozott. Gál Károly 2005-ben történt visszavonulása után Soós Gábor, majd 2016-tól Kaulics-Nagy Zsófia lett a zenekar első koncertmestere. A zenekar összlétszáma 2018-ban 92 fő, mindannyian magasan képzett, főiskolát vagy egyetemet végzett hivatásos zenészek.
Miskolc zenei élete gyakorlatilag a Szimfonikus Zenekarra épül, főszereplésükkel (de nem kizárólagos részvételükkel) három hangversenybérletet hirdetnek a városban, ami évente mintegy tizenhat előadást jelent. Mindhárom bérlet előadásainak a helyszíne a Művészetek Háza. A bérleti hangversenyeken kívül évente ismétlődőek a karácsonyi, húsvéti és újévi koncertjeik, és minden évben szabadtéri, ún. promenádkoncerttel zárják a szezont. Gyakoriak a szimfonikus zene és a dzsessz együttes bemutatását célzó előadások is. Ugyancsak nagy sikerű kezdeményezése volt a zenekarnak a „Játsszunk zenét a szimfonikusokkal!” című előadás, amelyet 2004-től szerveztek gyerekeknek, ezzel is próbálván segíteni a fiatalok zenei nevelését. 2010-es kezdeményezésük a „Kortárs nap”, amelynek célja a kortárs komolyzene bemutatása. A miskolci szimfonikusok állandó és fontos résztvevői a miskolci Bartók+ operafesztiválnak is.
Repertoárjuk rendkívül széles körű, a barokk zenétől a kortárs zenéig terjed, több kortárs mű ősbemutatója is fűződik a nevükhöz. A zenekart az évek során számos világhírű hazai és külföldi karmester is dirigálta (Kocsis Zoltán, Oliver von Dohnányi, Jurij Szimonov, Kobajasi Kenicsiró, Hamar Zsolt, Kesselyák Gergely, Vásáry Tamás és mások).
Hazai fellépéseiken kívül gyakran fellépnek más városokban, a fővárosban is, de rendszeresek külföldi fellépéseik, hangversenykörútjaik is (Svájc, Németország, Franciaország, Olaszország, Románia, Szlovákia, Bulgária stb.). A zenekar CD-i közül ki kell emelni a teljes Weiner Leó- és a 2011-ben indított Dohnányi Ernő-sorozatot.
2008-ban a zenekar megyei Prima-díjas lett. 2009-ben a francia Diapason szaklap, Weiner Leó Toldiját tartalmazó felvételükért, nekik ítélte a Diapason d’or (Arany hangvilla) díjat. Filmfónia – 2009 című produkciójukat Miskolc városa 2010-ben nívódíjjal jutalmazta. 2012 májusától a zenekart hivatalosan is a nemzeti kategóriába sorolták, ami egy új támogatási kategóriát jelent számukra (ebbe a kategóriába egy budapesti és – a miskolciakon kívül – öt nem fővárosi zenekar került). 2013 őszén, fennállásuk fél évszázados jubileumáról több ünnepi hangversennyel emlékeztek meg.
1984-től 2014-ig a Miskolci Szimfonikus Zenekar művészeti vezetője és zeneigazgatója Kovács László volt, aki már Mura Péter mellett is volt segédkarmester. A 2014/15-ös szezontól a zenekar művészeti vezetője Gál Tamás, a MÁV Szimfonikus Zenekar korábbi karmestere lett, akinek a munkáját 2018-ban Antal Mátyás vette át. 2023-től Antal Mátyás a zenekar tiszteletbeli művészeti vezetője lett, az első karmester posztját a svájci Thomas Herzog tölti be. A 2024-ben induló évadtól Török Levente karmester lett a zenekar művészeti vezetője.